# Bendix

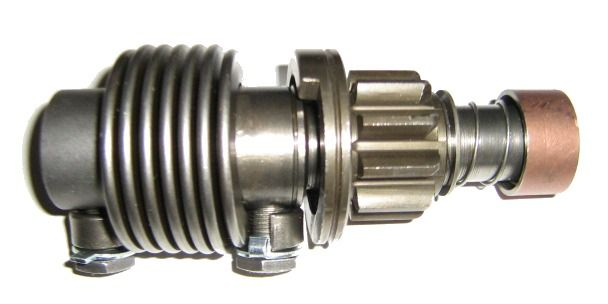
Mecanismo de engranaje conocido como Bendix

Se denomina béndix a un tipo de mecanismo de engranaje usado en el motor de arranque de los motores de combustión interna. El dispositivo béndix permite que el motor eléctrico de arranque engrane o desengrane automáticamente con el volante del motor de combustión cuando el conductor da arranque girando la llave, o cuando activa el sistema mediante el botón respectivo. Su nombre hace honor a su inventor Vincent Hugo Bendix.

## Funcionamiento
El sistema béndix posee el piñón de tracción del motor eléctrico de arranque sobre un resorte helicoidal, que lo mantiene separado del volante de inercia. Permanece en esa posición mientras no es requerido. 
Cuando se da la vuelta a la llave del encendido del motor más allá del punto de "contacto", se llega al punto de "arranque", en ese punto la energía de la batería hace que el motor eléctrico de arranque comience a girar, y se energiza un solenoide que mueve longitudinalmente el piñón del motor de arranque. Todo ese proceso produce el engrane del piñón antedicho (y por ende del motor de arranque) con el disco dentado en el volante de inercia, recibiendo este último el impulso necesario para que el motor de combustión se ponga en funcionamiento. Cuando soltamos la llave del contacto, esta retorna a un punto inferior, la bobina y el motor de arranque se desenergizan, y gracias al resorte helicoidal el piñón retorna a su posición inicial desengranándose del motor y volviendo todo a su posición de reposo.
En los automóviles deportivos, y en muchos modelos comerciales del siglo XXI, el proceso descrito se lleva a cabo mediante un botón de arranque en vez de usar la llave de encendido. 
El movimiento del solenoide suele aprovecharse para activar un contacto rudo, capaz de manejar las altas intensidades de corriente (120- 200A) que son habituales en los motores eléctricos de arranque.

## Fallas comunes
Las fallas comunes del béndix son que se le desgasten los dientes al engranaje que posee en su extremo, no se pueda encender el motor, y solo se escucha el encendido, pero no el arranque; ante esto es necesario cambiarlo.
Otra falla común es que por dentro se "astille" y se quede pegado. La solución es darle unos leves golpes a la marcha para que se despegue.